# الحازة العليا (الخبت)

تعديل مصدري - تعديل

الحازة العليا هي إحدى قرى عزلة نمرة بمديرية الخبت التابعة لمحافظة المحويت، بلغ تعداد سكانها 243 نسمة حسب تعداد اليمن لعام 2004.